# سعید شرافت
سعید شرافت (زادهٔ ۱۳۱۱ در رشت – درگذشتهٔ مهر ۱۳۷۹) دوبلور و مدیر دوبلاژ ایرانی بود.

## زندگی‌نامه
سعید شرافت در سال ۱۳۱۱ در رشت زاده شد. او دانش‌آموختهٔ رشتهٔ زبان و ادبیات فارسی بود ولی شوق بازیگری او را به سوی تئاتر کشاند و از سال ۳۱ تا ۳۴ در این زمینه فعالیت کرد. او از سال ۱۳۳۴ پا به عرصهٔ دوبله گذاشت و پس از ۴ سال یعنی در سال ۱۳۳۸ برای نخستین بار مدیریت دوبلاژ را نیز تجربه کرد. سعید شرافت بیشتر به عنوان مدیر دوبلاژ و نه دوبلور فعالیت داشته و نام او در کنار علی کسمایی، هوشنگ لطیف‌پور، خسرو خسروشاهی، ابوالحسن تهامی‌نژاد، احمد رسول‌زاده و بهرام زند به عنوان مدیران مطرح دوبلاژ ایران جای می‌گیرد. شرافت در پایان یک روز کاری در واحد دوبلاژ تلویزیون بر اثر سکته مغزی درگذشت.

## مدیریت دوبلاژ
| فیلم                                                         | سال ساخت | کارگردان                         | گویندگان نقش‌های اصلی |
| ------------------------------------------------------------ | -------- | -------------------------------- | --- |
| کازابلانکا (دوبله دوم)                                       | ۱۹۴۲     | مایکل کورتیز                     | حسین عرفانی (هامفری بوگارت / ریک بلین) و شهلا ناظریان (اینگرید برگمن / الزا لاند) به همراه خسرو شایگان (پل هنرید / ویکتور لازلو)، پرویز ربیعی (کلود رینس / سروان رنو)، شهروز ملک‌آرایی (کنراد فایت / سرگرد هنریش اشتراسر) و مازیار بازیاران (سیدنی گرین‌استریت / سینیور فراری و پیتر لوره / اوگارتی) |
| طلسم‌شده                                                      | ۱۹۴۵     | آلفرد هیچکاک                     | بهیجه نادری (اینگرید برگمن / دکتر کنستانس پترسون) و منوچهر اسماعیلی (گریگوری پک / جان بالانتین) |
| پروندهٔ پاراداین (دوبله دوم)                                  | ۱۹۴۷     | آلفرد هیچکاک                     | منوچهر اسماعیلی (گریگوری پک / آنتونی کین) و نیکو خردمند (آلیدا والی / خانم پاراداین) |
| گذرگاه تاریک                                                 | ۱۹۴۷     | دلمر دیوز                        | حسین عرفانی (هامفری بوگارت / وینسنت پَری) و شهلا ناظریان (لورن باکال / آیرین جانسن) |
| ژاندارک (دوبله دوم)                                          | ۱۹۴۸     | ویکتور فلمینگ                    | شهلا ناظریان (اینگرید برگمن / ژان دارک) |
| تیرانداز (دوبله دوم)                                         | ۱۹۵۰     | هنری کینگ                        | منوچهر اسماعیلی (گریگوری پک / جیمی رینگو) |
| خشم اژدهای جدید                                              | ۱۹۷۶     |                                  | عوامل دوبله : شهاب عسگری (چِن/جکی چان) ، مهوش افشاری (لی/نورا میائو) و … \|مدیر دوبلاژ : سعید شرافت\|مترجم : سعید بازرجانی\|دوبله شده در استدیو پاسارگاد |
| روباه صحرا: داستان رومل                                      | ۱۹۵۱     | هنری هاتاوی                      | منوچهر اسماعیلی (جیمز میسون / اروین رومل) |
| برف‌های کلیمانجارو (دوبله دوم)                                | ۱۹۵۲     | هنری کینگ                        | منوچهر اسماعیلی (گریگوری پک / هری استریت)، رفعت هاشم‌پور (سوزان هیوارد / هلن) و ژاله کاظمی (اوا گاردنر / سینتیا گرین) به همراه فرخنده فرزان (هیلدگارد کنف / کنتس لیز) |
| روبی جنتری (در ایران: جدال در مرداب)                         | ۱۹۵۲     | کینگ ویدور                       | ژیلا سلحشور (جنیفر جونز / روبی جنتری)، منوچهر اسماعیلی (چارلتون هستون / بواک تاکمن) و محمود نوربخش (کارل مالدن / جیم جنتری) |
| اعتراف می‌کنم                                                 | ۱۹۵۳     | آلفرد هیچکاک                     | جلال مقامی (مونتگومری کلیفت / پدر مایکل ویلیام لوگان) و نیکو خردمند (آن بکستر / روت گراندفورت) به همراه نصرت‌الله حمیدی (کارل مالدن / بازرس لوری) |
| نیاگارا                                                      | ۱۹۵۳     | هنری هاتاوی                      | ژاله کاظمی (مریلین مونرو / رز لومیس)، ایرج ناظریان (جوزف کاتن / جرج لومیس) و شهلا ناظریان (جین پیترز / پالی کاتلر) |
| دزیره (دوبله دوم)                                            | ۱۹۵۴     | هنری کاستر                       | حسین عرفانی (مارلون براندو / ناپلئون بناپارت) و نیکو خردمند (جین سیمونز / دزیره کلاری) |
| ساعات ناامیدی                                                | ۱۹۵۵     | ویلیام وایلر                     | منوچهر اسماعیلی (هامفری بوگارت / گلن) و محمود نوربخش (فردریک مارچ / دن سی. هیلیارد) به همراه جلال مقامی (آرتور کندی / جسی بارد) و رفعت هاشم‌پور (مارتا اسکات / الینور هیلیارد) |
| آناستازیا (دوبله دوم)                                        | ۱۹۵۶     | آناتول لیتواک                    | ژاله کاظمی (اینگرید برگمن / آنا - آناستازیا نیکولائونا رومانوا)، منوچهر اسماعیلی (یول برینر / ژنرال بونین) و آذر دانشی (هلن هایز / ماریا فیودوروونا) |
| کسی آن بالا مرا دوست دارد (در ایران: قدرت جوانی) (دوبله اول) | ۱۹۵۶     | رابرت وایز                       | چنگیز جلیلوند (پل نیومن / راکی گرازیانو) |
| هلن قهرمان تروآ (دوبله اول و دوم)                            | ۱۹۵۶     | رابرت وایز سرجو لئونه رائول والش | ژاله کاظمی (روسانا پودستا / هلن) و چنگیز جلیلوند (ژاک سرنا / پاریس) شهلا ناظریان (روسانا پودستا / هلن) و سعید مظفری (ژاک سرنا / پاریس) |
| ابله                                                         | ۱۹۵۸     | ایوان پیریف                      | سعید مظفری (یوری یاکوولیف / پرنس میشکین) و رفعت هاشم‌پور (یولیا بوریسووا / ناستازیا فیلیپوونا) |
| برادران کارامازوف                                            | ۱۹۵۸     | ریچارد بروکس                     | منوچهر اسماعیلی (یول برینر / دمیتری)، ژاله کاظمی (ماریا شل / گروشنکا)، نجمی فروهی (کلیر بلوم / کاترینا) به همراه منوچهر زمانی (لی جی. کاب / کارامازوف) و خسرو شایگان (آلبر سلمی / اسمردیاکوف) |
| پیرمرد و دریا                                                | ۱۹۵۸     | جان استرجس                       | احمد رسول‌زاده (اسپنسر تریسی / ماهی‌گیری پیر) و هوشنگ لطیف‌پور (راوی) |
| شیرهای جوان                                                  | ۱۹۵۸     | ادوارد دمیتریک                   | چنگیز جلیلوند (مارلون براندو / کریستیان دیستل) |
| داستان راهبه                                                 | ۱۹۵۹     | فرد زینمان                       | مهین کسمایی (آدری هپبورن / خواهر لوک) به همراه منوچهر اسماعیلی (پیتر فینچ / دکتر فورتوناتی) |
| آوازخوان نه آواز                                             | ۱۹۶۰     | روی وارد بیکر                    | منوچهر اسماعیلی (درک بوگارد / آناکلتو)، محمود نوربخش (جان میلز / پدر کیوگ) و مهین کسمایی (میلن دومونژو / لوچیا) |
| المر گنتری (دوبله دوم)                                       | ۱۹۶۰     | ریچارد بروکس                     | منوچهر اسماعیلی (برت لنکستر / المر گنتری) و شهلا ناظریان (جین سیمونز / خواهر شارون فالکونر) به همراه ایرج رضایی (دین جاگر)، ناصر نظامی (آرتور کندی) و مینو غزنوی (شرلی جونز) |
| باترفیلد ۸ (در ایران: گناهکار نیویورک)                       | ۱۹۶۰     | دنیل من                          | ژاله کاظمی (الیزابت تیلور / گلوریا) |
| دو زن (دوبله دوم)                                            | ۱۹۶۰     | ویتوریو دسیکا                    | ژاله کاظمی (سوفیا لورن / چزیرا) |
| ظهور و سقوط لگز دایموند                                      | ۱۹۶۰     | باد باتیکر                       | |
| قصر یخی                                                      | ۱۹۶۰     | وینسنت شرمن                      | منصور متین (ریچارد برتون) |
| باراباس (دوبله اول)                                          | ۱۹۶۱     | ریچارد فلایشر                    | منوچهر اسماعیلی (آنتونی کوئین / باراباس) و ژاله کاظمی (سیلوانا منگانو / راشل) |
| بیلیاردباز (دوبله دوم)                                       | ۱۹۶۱     | رابرت راسن                       | چنگیز جلیلوند (پل نیومن / ادی فیلسون) و منوچهر اسماعیلی (جکی گلیسون / بشکهٔ مینه‌سوتا) به همراه زهره شکوفنده (پایپر لوری / سارا پاکارد) و پرویز ربیعی (جرج سی. اسکات / برت گوردن) |
| شکوه علفزار (دوبله دوم)                                      | ۱۹۶۱     | الیا کازان                       | جلال مقامی (وارن بیتی / باد استمپر) و (تاجی احمدی (ناتالی وود / دینی لومیس) به همراه ایرج رضایی (پت هینگل / ایس استمپر) |
| چهار سوار سرنوشت                                             | ۱۹۶۲     | وینسنت مینه‌لی                    | |
| سدوم و گمورا (دوبله دوم)                                     | ۱۹۶۲     | رابرت آلدریچ سرجو لئونه          | حسین عرفانی (استوارت گرانجر / لوط) و شهلا ناظریان (پیر آنجلی / ایدیت) به همراه عباس همایونی (استنلی بیکر)، سیمین سرکوب (آنوک امه) و زهره شکوفنده (روسانا پودستا) |
| پیشخدمت                                                      | ۱۹۶۳     | جوزف لوزی                        | |
| سنگام                                                        | ۱۹۶۴     | راج کاپور                        | منوچهر اسماعیلی (راج کاپور / سوندار)، ژاله کاظمی (ویجینتی مالا / رادا) و جلال مقامی (راجندرا کومار / گوپال) |
| تپه                                                          | ۱۹۶۵     | سیدنی لومت                       | ایرج ناظریان (شان کانری / جو رابرتز) |
| چشم‌بسته                                                      | ۱۹۶۵     | فیلیپ دان                        | ایرج ناظریان (راک هادسن / دکتر بارتولومیو اسنو) و نیکو خردمند (کلودیا کاردیناله / ویکی وینچتی) به همراه محمود نوربخش (جک واردن / ژنرال) |
| ریش‌قرمز                                                      | ۱۹۶۵     | آکیرا کوروساوا                   | حسین عرفانی (توشیرو میفونه / دکتر نایدی) |
| شناندوا (در ایران: گلوله‌ مرزی نمی‌شناسد)                      | ۱۹۶۵     | اندرو وی. مک‌لاگلن                | منوچهر اسماعیلی (جیمز استوارت / چارلی اندرسون) |
| عربسک                                                        | ۱۹۶۶     | استنلی دانن                      | منوچهر اسماعیلی (گریگوری پک / پروفسور دیوید پالوک) و ژاله کاظمی (سوفیا لورن / یاسمین عزیز) |
| کلایدسکوپ (در ایران: زن و قمارباز)                           | ۱۹۶۶     | جک اسمایت                        | سعید مظفری (وارن بیتی / بارنی لینکلن) و نجمی فروهی (سوزانا یورک / آنجلا مک‌گینیس) |
| گامبیت (در ایران: دلقک)                                      | ۱۹۶۶     | رونالد نیم                       | مهین کسمایی (شرلی مک‌لین / نیکول) و سعید مظفری (مایکل کین / هاری دین) به همراه منوچهر اسماعیلی (هربرت لوم / شاه‌بندر) |
| راه زیبایی برای مردن                                         | ۱۹۶۸     |                                  | عطاءالله کاملی (کرک داگلاس و شهلا ناظریان (سیلوا کوشینا) |
| مایرلینگ                                                     | ۱۹۶۸     | ترنس یانگ                        | چنگیز جلیلوند (عمر شریف / ولیعهد رودولف)، شهلا ناظریان (کاترین دنو / ماریا)، ایرج رضایی (جیمز میسون / امپراتور فرانتس یوزف یکم)، رفعت هاشم‌پور (اوا گاردنر / ملکه الیزابت) |
| اعتراف                                                       | ۱۹۷۰     | کوستا گاوراس                     | حسین عرفانی (ایو مونتان / آرتور لندن) و سیمین سرکوب (سیمون سینیوره / لیز لندن) به همراه عباس سلطانی (گابریله فرزتی / کوهوتک) |
| سرباز آبی (سرباز آبی‌پوش)                                     | ۱۹۷۰     | رالف نلسون                       | ژاله کاظمی (کندیس برگن / کرستا لی) و خسرو خسروشاهی (پیتر اشتراوس / هونوس گانت) |
| بوف کور                                                      | ۱۳۵۴     | کیومرث درم بخش                   | منوچهر اسماعیلی (پرویز فنی‌زاده) |
| مجموعهٔ تلویزیونی خانهٔ کوچک                                   | ۱۹۷۴     |                                  | منصور غزنوی (مایکل لندون / چارلز اینگلز)، شمسی فضل‌الهی (کارن گراسل / کارولین اینگلز)، ناهید امیریان (ملیسا گیلبرت / لورا اینگلز) و نادره سالارپور (ملیسا سو اندرسون / مری اینگلز) |
| مجموعهٔ تلویزیونی عزالدین قسام                                | ۱۹۸۱     |                                  | |
| مجموعهٔ تلویزیونی رؤیای سبز                                   | ۱۹۸۵     | کوین سالیوان                     | مریم شیرزاد (مگان فالوز / آن شرلی) به همراه پروین ملکوتی (ماریلا کاتبرت)، امیرمحمد صمصامی (گیلبرت بلایت)، ایرج رضایی (مینو کاتبرت)‌، مهوش افشاری (دایانا باری)‌، پری هاشمی (ریچل لیند)‌، ناهید شعشعانی (موریل استیسی)‌، و...                                                                           |
| مجموعهٔ تلویزیونی دهکدهٔ کوچک                                  | ۱۹۹۲     |                                  | منوچهر والی‌زاده (الک) و مینو غزنوی (جنی) |
| حماسۀ جوی کوچک (دوبله اول)                                   | ۱۹۹۳     | مگی گرین‌والد                     | ژاله کاظمی (سوزی آمیس / جوزفین "جو" موناگان) |
| مجموعهٔ تلویزیونی جویندگان طلا در آلاسکا                      | ۱۹۹۳     |                                  | جلال مقامی (مارک پیلو)، ایرج رضایی (داناوان اسکات)، زهره شکوفنده (دان مریک) و ایرج دوستدار (رایموند هارمشتورف) |

## بن‌مایه
1. ↑  فکر نمی‌کردیم روزی شهلا ناظریان ما را غافلگیر کند ایسنا
2. ↑  «سعید شرافت». سوره‌سینما.
3. ↑  «سعید شرافت». انجمن گویندگان و سرپرستان گفتار فیلم. بایگانی‌شده از اصلی در ۹ اوت ۲۰۱۴. دریافت‌شده در ۹ اوت ۲۰۱۴.
4. ↑  ژیرافر، احمد (۱۳۹۲). تاریخچه دوبله به فارسی در ایران. کوله پشتی.